# Twan Scheepers
Twan Scheepers (Eindhoven, 8 november 1971) is een Nederlands voormalig voetballer die voornamelijk als aanvaller speelde. Hij kwam van 1989 tot en met 2003 uit voor achtereenvolgens PSV, MVV, NAC, Cambuur Leeuwarden, SK Lommel en FC Eindhoven. Op 31-jarige leeftijd stopte hij om medische redenen met voetballen. Na zijn voetbalcarrière werd hij jeugdtrainer bij PSV. Van medio 2019 tot november 2020 was hij onder hoofdtrainer Phillip Cocu assistent bij Derby County FC. In 2022 werd hij assistent bij FC Utrecht.

## Resultaten
| Seizoen | Club               | Competitie     | Wedstrijden | Goals |
| ------- | ------------------ | -------------- | ----------- | ----- |
| 1989/90 | PSV                | Eredivisie     | 3           | 0     |
| 1990/91 | PSV                | Eredivisie     | 20          | 3     |
| 1991/92 | PSV                | Eredivisie     | 15          | 1     |
| 1992/93 | MVV                | Eredivisie     | 31          | 5     |
| 1993/94 | MVV                | Eredivisie     | 23          | 5     |
| 1994/95 | MVV                | Eredivisie     | 32          | 5     |
| 1995/96 | NAC                | Eredivisie     | 25          | 7     |
| 1996/97 | NAC                | Eredivisie     | 11          | 1     |
| 1997/98 | NAC                | Eredivisie     | 18          | 2     |
| 1998/99 | Cambuur Leeuwarden | Eredivisie     | 12          | 1     |
| 1999/00 | Cambuur Leeuwarden | Eredivisie     | 10          | 0     |
| 1999/00 | SK Lommel          | Eerste klasse  | 8           | 2     |
| 2000/01 | SK Lommel          | Tweede klasse  | 0           | 0     |
| 2001/02 | SK Lommel          | Eerste klasse  | 10          | 1     |
| 2002/03 | SK Lommel          | Eerste klasse  | 0           | 0     |
| 2002/03 | FC Eindhoven       | Eerste divisie | 9           | 1     |

## Erelijst
| Competitie             | Aantal | Jaren            |     |     |
| PSV                    | PSV    | PSV              | PSV | PSV |
| ---------------------- | ------ | ---------------- | --- | --- |
| Kampioen Eredivisie    | 2x     | 1990/91, 1991/92 |     |     |
| Lommel SK              |        |                  |     |     |
| Kampioen Tweede klasse | 1x     | 2000/01          |     |     |